# Kerguelenella innominata
Kerguelenella innominata is een slakkensoort uit de familie van de Siphonariidae. De wetenschappelijke naam van de soort is voor het eerst geldig gepubliceerd in 1915 door Tom Iredale.